# Conocimiento disperso
En la economía, el conocimiento disperso es la información que está dispersa en todo el mercado, y no está en manos de un solo agente. En las situaciones prácticas, los agentes en el mercado tienen conocimiento imperfecto, pero si el mercado fuera perfectamente competitivo todos ellos tendrían un indicador que en un mercado reflejaría los conocimientos e intenciones de los demás, y eso sería el precio de mercado. Si el mercado presenta fallos competitivos, entonces ni siquiera el precio reflejaría toda la información existente.
En un mercado no intervenido y perfectamente competitivo, el precio indica información que el jugador no conoce, y por la decisión de comprar, vender o abstenerse a ese precio, da también la oportunidad al jugador de llevar su conocimiento a sí mismo y reflejarlo en el precio. La mayoría de los conocimientos, sin embargo, son conocimiento tácito y los agentes económicos normalmente no son plenamente conscientes de la información que está compartiendo a través de las señales de los precios, ni se percibe toda la información utilizada para tomar una decisión sobre los precios. 
Cuando un agente económico efectúa una compra, los precios que encuentre el consumidor en los productos y servicios (precio de mercado) habrán sido fijados por el cálculo complejo que es la suma total del conocimiento tácito que reside en el mercado. Las señales de los precios son una posible solución al problema económico de cálculo. La información del precio no se presume perfecta, sino aproximada, ya que como se indica el conocimiento estaría disperso. Este punto de vista es especialmente popular entre los economistas de la Escuela austríaca como Friedrich Hayek.
En un mercado intervenido o no competitivo, en cambio, se presume que los precios aportarían información muy diferente de las necesidades reales de la oferta y demanda, ya que la información representada en ella sería parcial, incompleta o falseada. 